# Eobumbatrix latebrosa
Eobumbatrix
Genre
Espèce
Synonymes
- Clubiona latebrosa Scudder, 1890

Eobumbatrix latebrosa, unique représentant du genre Eobumbatrix, est une espèce fossile d'araignées aranéomorphes de la famille des Clubionidae.

## Distribution
Cette espèce a été découverte dans la formation Florissant au Colorado aux États-Unis. Elle date du Paléogène.

## Publications originales
- (en) Scudder, 1890 : The Tertiary Insects of North America. Report of the United States Geological Survey, vol. 13, p. 1–734.
- (en) Petrunkevitch, 1922 : Tertiary spiders and opilionids of North America. Transactions of the Connecticut Academy of Arts and Sciences, vol. 25, p. 211–279.